# Atomorpha nana
Atomorpha nana là một loài bướm đêm trong họ Geometridae.